# Absolutely Sweet Marie
Absolutely Sweet Marie – piosenka napisana przez Boba Dylana, nagrana przez niego w 1966 roku i wydana na albumie Blonde on Blonde (1966).

## Historia
8 marca 1966 roku, podczas sesji nagraniowej w Columbia Music Row Studios w Nashville (stan Tennessee), Dylan zarejestrował „Absolutely Sweet Marie” do albumu Blonde on Blonde.
18 listopada 1994 muzyk wykonał tę piosenkę podczas koncertu z serii MTV Unplugged. Jednak materiału z nagraniem tej piosenki ani nie wyemitowano w telewizji MTV, ani nie umieszczono na albumie CD i DVD.

## Charakterystyka
Muzycznie piosenka „Absolutely Sweet Marie” utrzymana jest w szybkim tempie, dzięki czemu rozładowywała stosunkowo ciężki i ponury nastrój albumu. Mimo to tekst utworu także nie należy do wesołych. Jak kilka innych piosenek z albumu, zawiera sporo jednowersowych, typowych dla Dylana w tym okresie, zwięzłych wypowiedzi.

## Tekst
Wyróżniający się w słowach piosenki jest wers „lecz, aby żyć poza prawem, musisz być uczciwy” (But to live outside the law, you must be honest). Dylan prawdopodobnie skondensował tu wypowiedź handlarza narkotyków z amerykańskiego filmu The Lineup (1958) w reżyserii Dona Siegela „kiedy żyjesz poza prawem, musisz wyeliminować nieuczciwość”. Podobną wypowiedź wyraziła postać grana przez Leonardo DiCaprio w amerykańskim filmie Titanic (1997).
Mimo że sama kompozycja nie jest bluesem, to jej tekst jest pod wyraźnym wpływem tekstów bluesowych, zwłaszcza Blind Lemona Jeffersona. Zgorzkniały narrator po rozstaniu z Marie, zostaje z pustymi rękoma. Otacza go szczególna scenografia i postacie, a także żółta kolej, zrujnowany balkon, perski pijak, kapitan statku rzecznego itd. Nastrój narratora zmienia się w trakcie utworu – wyrażone to jest głównie ledwie zamaskowaną symboliką seksualną. Od skargi i frustracji (beating on my trumpet, gdy it gets so hard, you see) aż do poczucia swojej mocy seksualnej (np. „sześć białych koni”, itd.).
Sam Dylan uważał ten tekst za tak dobry, że w wywiadzie udzielonym w 1991 roku, który opublikowano w książce Paula Zollo, zajął się dekonstrukcją tekstu, a zwłaszcza dwóch wersów: I stand here looking at your yellow railroad / in the ruins of your balcony. Właśnie ten fragment tekstu uważany był zwykle za „poetycki bełkot”.
Tytuł kompozycji doczekał się wielu wyjaśniających go prób; od rodzaju biszkoptów, poprzez karnawałową Fat Lady, do popularnej XIX-wiecznej irlandzkiej piosenki śpiewanej przez Percy’ego Frencha „Mountains of the Mourne”, którą Dylan w wersji instrumentalnej wykonał jednorazowo w Irlandii w czasie swojego tournée w 1991 roku.

## Dyskografia
Albumy
- 1966: Blonde on Blonde
- 2015: The Bootleg Series Vol. 12: The Cutting Edge 1965–1966 (kompilacja)

## Wersje innych wykonawców
- 1979: Flamin’ Groovies – Jumpin' in the Night (Groovies Greatest Grooves, 1989)
- 1993: George Harrison – The 30th Anniversary Concert Celebration (różni wykonawcy)
- 1998: Steve Gibbons – The Dylan Project
- 2003: C.J. Chenier – Blues on Blonde on Blonde (różni wykonawcy)